# Senior Players Championship
Het Senior Players Championship is een van de vijf Majors van de Champions Tour.

## Geschiedenis
De eerste editie vond plaats in 1983. Anders dan het US Senior Open, het US Senior PGA Kampioenschap en het Senior Brits Open, wordt dit toernooi niet erkend door de Europese Senior Tour. De winnaar wordt uitgenodigd voor The Players Championship.

## Golfbanen
Dit toernooi werd sinds 1983 op verscheidene golfbanen gespeeld in hun geschiedenis:
| Jaren     | Baan                       | Par | Locatie                    | Info          |
| --------- | -------------------------- | --- | -------------------------- | ------------- |
| 1983-1986 | Canterbury Golf Club       | 72  | Beachwood, Ohio            |               |
| 1987      | Sawgrass Country Club      | 72  | Ponte Vedra Beach, Florida |               |
| 1988-1989 | TPC at Sawgrass            | 72  | Ponte Vedra Beach, Florida |               |
| 1990      | Dearnborn Country Club     | 72  | Dearborn, Michigan         |               |
| 1991-2006 | TPC Michigan               | 72  | Dearborn, Michigan         |               |
| 2007-2009 | Baltimore Country Club     | 70  | Baltimore, Maryland        | "East Course" |
| 2010      | TPC Potomac at Avenel Farm | 70  | Protomac, Maryland         |               |
| 2011      | Westchester Country Club   | 71  | Harrison, New York         |               |
| 2012-     | Fox Chapel Golf Club       | 70  | Pittsburgh, Pennsylvania   |               |

## Winnaars
| Jaar                                             | Winnaars                               | Score                                  | Score                                  | Info                                           |
| Senior Tournament Players Championship           | Senior Tournament Players Championship | Senior Tournament Players Championship | Senior Tournament Players Championship | Senior Tournament Players Championship         |
| ------------------------------------------------ | -------------------------------------- | -------------------------------------- | -------------------------------------- | ---------------------------------------------- |
| 1983                                             | Miller Barber                          | 278                                    | –10                                    |                                                |
| 1984                                             | Arnold Palmer                          | 276                                    | –12                                    |                                                |
| 1985                                             | Arnold Palmer                          | 274                                    | –14                                    |                                                |
| 1986                                             | Chi Chi Rodriguez                      | 206                                    | –10                                    | Vanwege slechte weer, afgewerkt in drie ronden |
| Mazda Senior Tournament Players Championship     |                                        |                                        |                                        |                                                |
| 1987                                             | Gary Player                            | 280                                    | –8                                     |                                                |
| 1988                                             | Billy Casper                           | 278                                    | –10                                    |                                                |
| 1989                                             | Orville Moody                          | 271                                    | –17                                    |                                                |
| 1990                                             | Jack Nicklaus                          | 261                                    | –27                                    |                                                |
| Mazda Presents The Senior Players Championship   |                                        |                                        |                                        |                                                |
| 1991                                             | Jim Albus                              | 279                                    | –9                                     |                                                |
| 1992                                             | Dave Stockton                          | 277                                    | –11                                    |                                                |
| 1993                                             | Jim Colbert                            | 278                                    | –10                                    |                                                |
| Ford Senior Players Championship                 |                                        |                                        |                                        |                                                |
| 1994                                             | Dave Stockton                          | 271                                    | –17                                    |                                                |
| 1995                                             | J. C. Snead po                         | 272                                    | –16                                    | Won de play-off van Jack Nicklaus              |
| 1996                                             | Raymond Floyd                          | 275                                    | –13                                    |                                                |
| 1997                                             | Larry Gilbert                          | 274                                    | –14                                    |                                                |
| 1998                                             | Gil Morgan                             | 267                                    | –21                                    |                                                |
| 1999                                             | Hale Irwin                             | 267                                    | –21                                    |                                                |
| 2000                                             | Raymond Floyd                          | 273                                    | –15                                    |                                                |
| 2001                                             | Allen Doyle po                         | 273                                    | –15                                    | Won de play-off van Doug Tewell                |
| 2002                                             | Stewart Ginn                           | 274                                    | –14                                    |                                                |
| 2003                                             | Craig Stadler                          | 271                                    | –17                                    |                                                |
| Senior Tournament Players Championship           |                                        |                                        |                                        |                                                |
| 2004                                             | Mark James                             | 275                                    | –13                                    |                                                |
| 2005                                             | Peter Jacobsen                         | 273                                    | –15                                    |                                                |
| 2006                                             | Bobby Wadkins                          | 274                                    | –14                                    |                                                |
| Constellation Energy Senior Players Championship |                                        |                                        |                                        |                                                |
| 2007                                             | Loren Roberts                          | 267                                    | –13                                    |                                                |
| 2008                                             | D. A. Weibring                         | 271                                    | –9                                     |                                                |
| 2009                                             | Jay Haas                               | 267                                    | –13                                    |                                                |
| 2010                                             | Mark O'Meara po                        | 273                                    | –7                                     | Won de play-off van Michael Allen              |
| 2011                                             | Fred Couples                           | 273                                    | –11                                    |                                                |
| Constellation Senior Players Championship        |                                        |                                        |                                        |                                                |
| 2012                                             | Joe Daley                              | 266                                    | –14                                    |                                                |
| 2013                                             | Kenny Perry                            | 261                                    | –19                                    |                                                |
| 2014                                             | Bernhard Langer po                     | 265                                    | –15                                    | Won de play-off van Jeff Sluman                |

| Toernooirecord |  | po = winnaar na play-off |